# Genealogy (formație)
Genealogy este o trupă armenească (Supergrup⁠(en)[traduceți]), care a reprezentat Armenia la Concursul Muzical Eurovision 2015 cu melodia "Face the Shadow", denumită inițial "Don't Deny".

## Membrii
| Continent | Țara          | Artist                         | Data nașterii     | Anunțat           |
| --------- | ------------- | ------------------------------ | ----------------- | ----------------- |
| Africa    | Etiopia       | Vahe Tilbian                   | 17 februarie 1980 | 23 februarie 2015 |
| America   | Statele Unite | Tamar Kaprelian                | 28 October 1986   | 20 februarie 2015 |
| Asia      | Japonia       | Stephanie Topalian             | 5 august 1987     | 27 februarie 2015 |
| Europe    | Franța        | Essaï Altounian                | 5 November 1980   | 16 februarie 2015 |
| Oceania   | Australia     | Mary-Jean O'Doherty Basmadjian | 2 April 1982      | 3 martie 2015     |
| Armenia   | Armenia       | Inga și Anush Arshakyan        | 18 martie 1982    | 12 martie 2015    |

## Legături externe
- Site oficial Arhivat în 22 mai 2015, la Wayback Machine.